# Distrito de Tomata
El distrito de Tomata (苫田郡 Tomata-gun?) es un distrito localizado en la prefectura de Okayama, Japón. En junio de 2019 tenía una población estimada de 12.128 habitantes y una densidad de población de 28,9 personas por km². Su área total es de 419,68 km².

## Localidades
- Kagamino